# Pyllysaaret
Pyllysaaret är en ö i Finland. Den ligger i sjön Koitere och i kommunen Ilomants i den ekonomiska regionen  Joensuu ekonomiska region  och landskapet Norra Karelen, i den östra delen av landet, 400 km nordost om huvudstaden Helsingfors. Öns area är 1,2 hektar och dess största längd är 170 meter i sydväst-nordöstlig riktning.  Notera att namnet antyder att det är fråga om flera öar.